# Lower Trenton Bridge
Die Lower Trenton Bridge, auch Lower Trenton Toll Supported Bridge, ist eine zweispurige Straßenbrücke über den Delaware River zwischen Morrisville in Pennsylvania und Trenton in New Jersey.

## Beschreibung

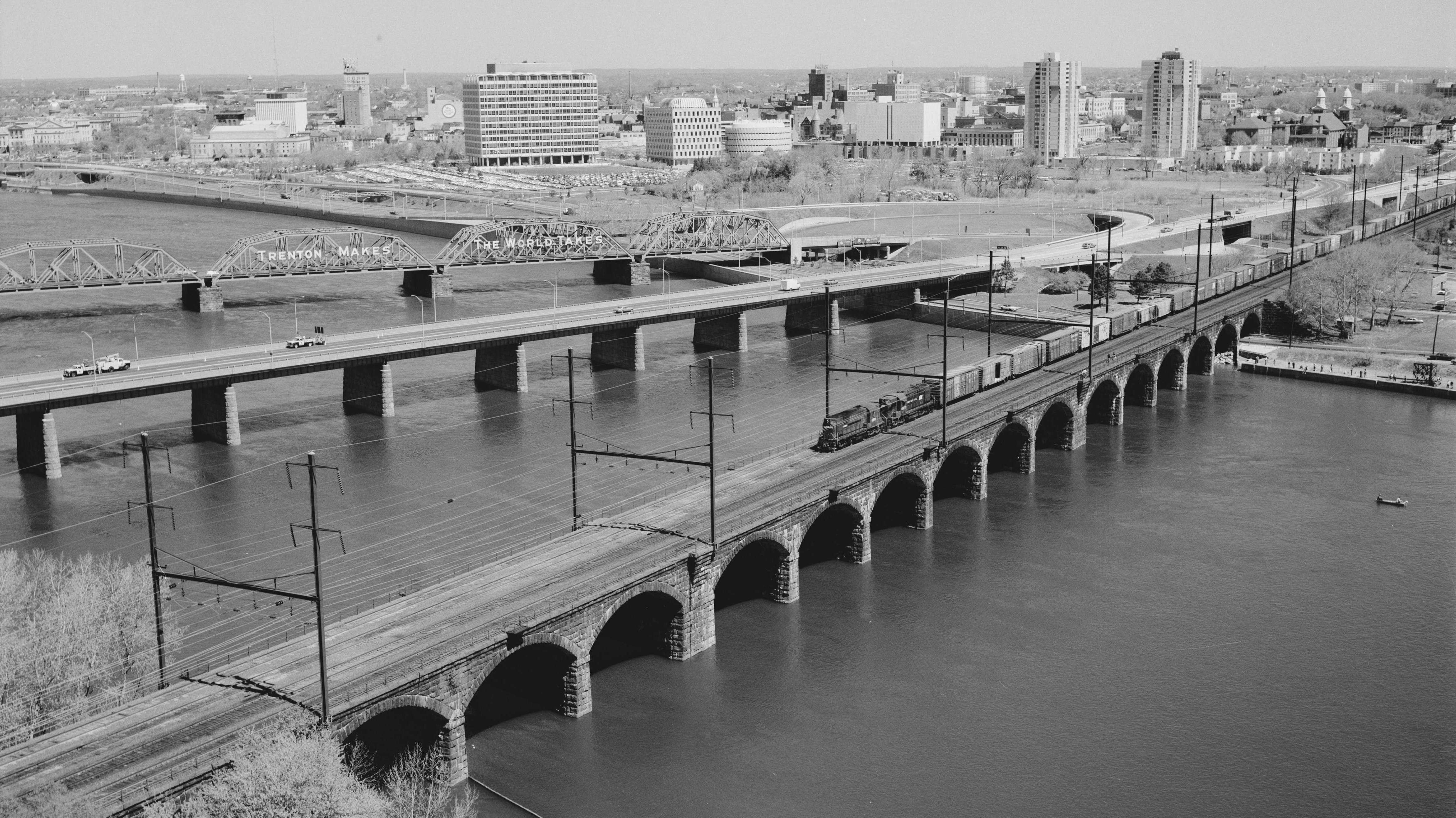
Die Lower Trenton Bridge (oben), die Trenton–Morrisville Toll Bridge (Mitte) und Morrisville–Trenton Railroad Bridge (unten), im Hintergrund Trenton.

Die in Warren/Camelback-Bauweise ausgeführte Fachwerkbrücke ist in fünf Stahl-Segmente von 51 m bis 64 m Länge unterteilt und hat eine Gesamtlänge von 312 m. Die steinernen Pfeiler der Brücke gehen auf Vorgängerbrücken bis ins Jahr 1806 zurück und wurden vielfach erweitert und ausgebaut. Die heutige Straßenbrücke ist nicht mautpflichtig, die Benutzung aber für Fahrzeuge bis 5 Tonnen beschränkt. Sie führte bis 1952 den U.S. Highway 1, der dann auf die benachbarte Trenton–Morrisville Toll Bridge verlagert wurde. Beide Brücken werden von der Delaware River Joint Toll Bridge Commission betrieben.
1935 wurde an der flussabwärts gelegenen Außenseite des Fachwerks der Schriftzug „TRENTON MAKES THE WORLD TAKES“ angebracht, wodurch die Brücke den Spitznamen „Trenton Makes The World Takes Bridge“ (oder kurz Trenton Makes Bridge) erhielt. Der Schriftzug soll die Bedeutung der Stadt seit dem 18. Jahrhundert als industrielles Zentrum und Handelsumschlagplatz zwischen New York City und Philadelphia symbolisieren und wurde 2005 restauriert.

## Geschichte
An der heutigen Stelle der Lower Trenton Bridge wurde 1806 die erste Brücke über den Delaware River in Betrieb genommen. Die überdachte Holzbrücke wurde von Theodore Burr entworfen, dem Erfinder der Burr-Truss-Bauweise. Sie war 9,4 m breit und bot Platz für vier Spuren, je eine Spur für Fußgänger und Pferdewagen pro Richtung. Eine Wagenspur erhielt 1842 vorübergehend Eisenbahngleise, die nach einer Verbreiterung der Brücke 1848 auf ein eigenes Gleisbett ausgelagert wurden. 1874 wurden die Pfeiler flussabwärts verbreitert und ein separater zweigleisiger Brückenteil für den Eisenbahnverkehr errichtet. Die ehemalige Holzbrücke wurde 1875 abgerissen. Bis zur Errichtung der heutigen Stahlbrücke 1928 trugen die erweiterten Pfeiler verschiedene Brücken(teile) für den Straßen- und Eisenbahnverkehr. Die Pennsylvania Railroad errichtete 1903 mit der Morrisville–Trenton Railroad Bridge flussabwärts eine separate viergleisige Eisenbahnbrücke.